# Sambas
Sambas est une ville d'Indonésie, sur la côte occidentale de Bornéo, à 40 kilomètres de l’embouchure de la petite rivière de Sambas à 150 kilomètres au nord de Pontianak. 

## Histoire
Elle fut la capitale d’un petit royaume du même nom, tributaire des Hollandais et situé entre le royaume de Bornéo au nord et à l’est et celui de Pontianak au sud, baigné à l’ouest par la mer de Chine méridionale. 

## Source
« Sambas », dans Pierre Larousse, Grand dictionnaire universel du XIXe siècle, Paris, Administration du grand dictionnaire universel, 15 vol., 1863-1890 [détail des éditions].